# Endacusta pardalis
Endacusta pardalis är en insektsart som först beskrevs av Walker, F. 1869.  Endacusta pardalis ingår i släktet Endacusta och familjen syrsor. Inga underarter finns listade i Catalogue of Life.